# 최성곤
최성곤(1922년 5월 6일 ~ 1950년 )은 대한민국의 축구 선수였다. 1948년 하계 올림픽에 출전했으며 한국의 올림픽 축구 첫 득점을 기록했다. 1949년 12월 31일 실종되어 1950년 1월에 사망한채 발견되었고. 1950년 5월 고향 울산에서 추도 축구대회가 열렸다.

## 참고 자료
- 올림픽 첫 골, 최성곤의 미스터리한 죽음